# تيريزا سانشيز لوبيز
تيريزا سانشيز لوبيز (بالإسبانية: María Teresa Sánchez)‏ هي متسابقة ملكة الجمال وعارضة وكاتِبة إسبانية، ولدت في 1 يوليو 1964 في إشبيلية في إسبانيا.